# Světová válka Z
Světová válka Z (v anglickém originále World War Z) je americký hororový sci-fi film z roku 2013. Režisérem filmu je Marc Forster. Hlavní role ve filmu ztvárnili Brad Pitt, Mireille Enos, Daniella Kertesz, Fana Mokoena a James Badge Dale.

## Obsazení
| Brad Pitt        | Gerry Lane       |
| Mireille Enos    | Karin Lane       |
| Daniella Kertesz | Segen            |
| Fana Mokoena     | Thierry Umutoni  |
| James Badge Dale | kapitán Speke    |
| David Morse      | bývalý agent     |
| Ludi Boeken      | Jurgen Warmbrunn |
| Matthew Fox      | US Air Force     |

## Přijetí
Film vydělal 202 milionů dolarů v Severní Americe a 337 milionů dolarů v ostatních oblastech, celkově tak vydělal 540 milionů dolarů po celém světě. Za první víkend docílil druhé nejvyšší návštěvnosti, kdy vydělal 66,4 milionů dolarů. Na první místě se umístil animovaný film Univerzita pro příšerky.
Film získal pozitivní kritiku. Na recenzní stránce Rotten Tomatoes získal z 252 započtených recenzí 67 procent s průměrným ratingem 6,2 bodů z deseti. Na serveru Metacritic snímek získal z 46 recenzí 63 bodů ze sta. Na Česko-Slovenské filmové databázi snímek získal 75%.